# Under Straatag og Lyre
|  | Denne artikel er oprettet af botten PalnaBot ud fra en ekstern database. Den kan derfor have sproglige fejl eller mangler. Denne skabelon kan fjernes efter kontrol af indholdet. |

Under Straatag og Lyre er en film instrueret af Karl Roos efter manuskript af Karl Roos.

## Handling
Filmen er optaget som illustration af forfatteren Mogens Lorentzens foredrag om den rigdom af minder om dansk bondeliv gennem århundreder, som Frilandsmuseet ved Lyngby rummer.